# Youlou Mabiala
Pour les articles homonymes, voir Mabiala (homonymie).
 (juillet 2022).
Si vous disposez d'ouvrages ou d'articles de référence ou si vous connaissez des sites web de qualité traitant du thème abordé ici, merci de compléter l'article en donnant les références utiles à sa vérifiabilité et en les liant à la section « Notes et références ».
Youlou Mabiala (surnommé « Le Prince » ou « YM »), né le 6 mars 1947 à Brazzaville, est un musicien de rumba congolaise.

## Biographie
Gilbert Youlou Mabiala naît à Brazzaville. Il fait ses armes dans le groupe vocal « Les Mains blanches », avant d'intégrer « Les griots », un autre groupe vocal de Brazzaville.
En 1963, il est recruté dans le prestigieux TP OK Jazz de Léopoldville par Franco, au même moment que son compatriote Celi Bitsou. Dans cet orchestre, Il perfectionne son art grâce à la sollicitude des anciens Simaro et Vicky Longomba. Sa voix et son talent vocal deviennent alors un des atouts majeurs du groupe. À partir de 1966, il enregistre plusieurs chansons : Obimi mbwe, Babotoli ngai yo, Mpungu ya bolingo, Nakoluka yo ba nzela nioso, Dodo tuna motema, Nakopesa yo motema, Billy ya ba fiancées, dont certaines sont des tubes.
En 1972, il fait partie des musiciens qui quittent l'OK Jazz pour constituer l'orchestre Lovy du Zaïre, sous la direction de Vicky Longomba. L'aventure fait long feu et il monte en 1974 l'orchestre Somo-somo avec Jean Kwamy Munsi, Diatho Lukoki, Djuke, Master mwana Congo et Nona Simon.
En 1976, il revient au bercail. Il compose alors son plus grand succès dans OK Jazz : Kamikaze. Ses prestations dans d'autres succès de l'OK Jazz durant la période sont particulièrement remarquables (Bisalela, Radio-trottoir, Fariya). 
En mai 1977, Youlou et Boyimbanda quittent OK Jazz. Avec Loko Massengo "Djeskain" de Sosoliso, ils montent à Brazzaville l'orchestre Les Trois Frères. Le hit de Youlou Koumbe koumbe constitue l'acte fondateur du nouvel ensemble. Le succès est tout de suite au rendez-vous. En quelques mois, Les Trois Frères s'imposent comme le groupe musical numéro un du Congo. L'année 1978 est l'occasion pour Youlou de larguer un nouveau hit : Saley. En dépit de la réussite artistique, les divergences apparaissent rapidement dans l'orchestre.
En 1980, il abandonne ses compagnons et crée le Kamikaze Loninguissa. La composition initiale du groupe est la suivante : Serge Lemvo, Pindou, Miguel, Bola Bolith et Sélé au chant, Lilas à la batterie, Augustin et Zinga à la section cuivres, Nona Simon au tumba, Kiala Don Joli à l'accompagnement, Loubamba Djaffar à la guitare basse, et Souza Vangu à la guitare solo. L'équipe se renouvelle au fil des ans.
Au cours de cette période, il s'initie à la guitare et élargit ainsi sa palette.
L'année 1980 ouvre la période la plus féconde de sa carrière. Les hits se succèdent : Nsona, Lili, Mbata, Mwana bitendi, Etabe mofude, Maka, Judoka, Mamou, Carte postale, Le corps refuse, 1x2=mabe, Loufoulakari (en référence aux chutes de la Loufoulakari), Mon avocat a voyagé...
À la fin de la décennie 1980, sa verve s'essouffle un peu. Le rythme de sortie des albums (2 à 3 par année) du Kamikaze se ralentit.
Au début des années 1990, la sortie de l'album Dona Beja, qui bénéficie de la collaboration Josky Kiambukuta, le vieux compagnon des années OK Jazz, le réconcilie avec son public.
Sa carrière connaît un nouveau départ après l'éclatement en 1994 de l'OK Jazz. Sollicité par la famille de Franco, il relance le groupe mythique en le fusionnant avec son propre Kamikaze. Parmi les albums enregistrés durant la période, Oleli, oleli (1996) est un incontestable succès. L'OK Jazz nouvelle formule s'installe comme une des valeurs sûres des deux rives du Congo.
Le 15 août 2004, au cours d'un spectacle donné à Pointe-Noire en l'honneur des hôtes de la Présidence de la République pour la fête de l'indépendance, Youlou s'effondre sur scène, victime d'un accident vasculaire cérébral. Après une hospitalisation de plusieurs mois au CHU de Brazzaville, il se rend en France pour la suite de son traitement. Depuis, il est installé dans la banlieue parisienne et n'a pas renoué avec ses activités musicales.
Ses qualités vocales, sa fécondité et sa longévité font de Youlou Mabiala l'un des meilleurs représentants de l'école OK Jazz, avec Franco, Simaro, Josky et Madilu et le placent parmi les plus grands musiciens du Congo-Brazzaville.

## Discographie

### Albums de Youlou Mabiala
Voici les albums de Youlou Mabiala avec Kamikaze, puis OK Jazz.
| Album                                    | Année |
| ---------------------------------------- | ----- |
| Keba na matraque                         | 1981  |
| Youlou Mabiala et son orchestre Kamikaze | 1982  |
| Mbata                                    | 1982  |
| Judoka                                   | 1983  |
| Carte postale                            | 1983  |
| Qui cherche qui?                         | 2003  |
| Infraction                               | 1998  |
| Oleli oleli                              | 1996  |
| Mwana ya luambo                          | 1996  |
| Et kamikaze loningisa                    | 1995  |
| The best of 1977 / 1985                  | 1995  |
| Dona beija                               | 1991  |
| Kamikaze Loningisa                       | 1988  |
| Mon Avocat a Voyagé                      | 1986  |
| 5e Anniversaire                          | 1985  |
| 1 x 2 = Mabe                             | 1984  |
| Karibu"                                  | 1984  |
| Leo?? Utataaaya!!!                       | 1984  |
| 100 % de pourcentage                     | 1983  |
| Etabe mofude                             | 1983  |
| Carte postale                            | 1983  |
| Judoka                                   | 1983  |

## Source
- Jeannot Ne Nzau Diop © Le Potentiel 18.03.2004